# Virrey del Río de la Plata
El virrey del Río de la Plata fue la máxima autoridad local del virreinato homónimo. Su titular era nombrado por el rey de España, de quien dependía políticamente.
El cargo fue creado en 1776 junto con el respectivo distrito, a raíz de las reformas borbónicas implementadas por el rey Carlos III de España, siendo el primer virrey Pedro de Cevallos. 
En 1810 el virrey Baltasar Hidalgo de Cisneros fue depuesto durante la Revolución de Mayo que inició el proceso independentista, por lo que se convirtió en el último virrey residente en Buenos Aires que ejerció su autoridad sobre la totalidad del virreinato. Las autoridades de esta ciudad no reconocieron a su sucesor, el virrey Francisco Javier de Elío, por lo que este tuvo que instalarse en Montevideo, que fue declarada capital del virreinato. Elío fue el último virrey con poder efectivo, aunque no el último gobernante, pues tras su mandato, Gaspar de Vigodet se convirtió en la máxima autoridad española en el Río de la Plata. Vigodet no tomó el título de virrey, pero sí otros inherentes a este cargo como eran los de Capitán General y Gobernador de las Provincias del Río de la Plata y Presidente de la Real Audiencia de Buenos Aires.
En 1825 Pedro Antonio Olañeta fue nombrado virrey por el rey Fernando VII, quien desconocía que Olañeta había fallecido meses antes como consecuencia de las heridas sufridas durante el combate de Tumusla.

## Lista de virreyes

### DelsigloXVIII
| Imagen | Virrey | Período                                                               | Obra de gobierno |
| ------ | --- | --------------------------------------------------------------------- | --- |
|        | Pedro Antonio de Cevallos Cortés y Calderón (1715 - 1778) | Virrey a título personal: 15 de octubre de 1777 - 12 de junio de 1778 | Designado por Carlos III. Su obra más importante como virrey fue protagonizar una expedición hacia Colonia del Sacramento para expulsar a los portugueses de la zona, lográndolo con éxito. También durante su gobierno se sancionó el Reglamento de Libre Comercio de 1778, y la internación de efectos (mercancías) al Virreinato del Perú, creándose las aduanas de Buenos Aires y Montevideo, lo que favoreció el desarrollo de Buenos Aires, declarándola puerto oficial y legal (condición que antes ostentaban sólo dos puertos en Panamá y el Perú). |
|        | Juan José de Vértiz y Salcedo Caballero Comendador de Puertollano, de la Orden de Calatrava y Teniente General de los reales ejércitos (1719 - 1799)                                                | Virrey propietario: 12 de junio de 1778 - 7 de marzo de 1784          | Designado por Carlos III en reemplazo de Cevallos. Desarrolló la economía regional colonizando tierras deshabitadas e instalando intendencias por todo el virreinato. Fundó la Real Audiencia de Buenos Aires, la Cuna u Hospital de Niños Expósitos (14 de noviembre de 1779), el Real Colegio de San Carlos (3 de noviembre de 1783) y realizó el primer censo, que contabilizó 37000 porteños. |
|        | Nicolás Francisco Cristóbal del Campo II marqués de Loreto (1725 - 1803) | Virrey propietario: 7 de marzo de 1784 - 4 de diciembre de 1789       | Designado por Carlos III luego de la renuncia de Vértiz. Fue el primer presidente de la Audiencia Pretorial y Cancillería Real (Real Audiencia de Buenos Aires), que abarcaba los territorios de Buenos Aires, Paraguay, Cuyo y Tucumán. |
|        | Nicolás de Arredondo, Caballero de la Orden de Calatrava. (1726 - 1802) | Virrey propietario: 4 de diciembre de 1789 - 16 de marzo de 1795      | Designado por Carlos IV. Inició el empedrado de las calles de Buenos Aires y fortificó Montevideo. Dispuso consejos vecinales a fin de que mantuvieran la moralidad y combatieran el delito. Protegió la industria ganadera y dio apoyo a los estancieros. En 1794 se instaló el Consulado de Comercio de Buenos Aires, que funcionaba a modo de tribunal de comercio. |
|        | Pedro Melo de Portugal y Villena, Gentilhombre de cámara de Su Majestad con ejercicio y servidumbre, Primer Caballero de la reina, Teniente General de los Reales Ejércitos de España (1734 - 1797) | Virrey propietario: 16 de marzo de 1795 - 15 de abril de 1797         | Descendiente de los duques de Braganza y de la casa real portuguesa. Fue designado por Carlos IV. Continuó con la política reformadora de sus predecesores y comenzó a defender la capital virreinal y Montevideo de los avances portugueses y británicos en la zona. Debido a ello contrajo una enfermedad que le provocó la muerte el sábado 15 de abril de 1797. Su cuerpo fue conducido a Buenos Aires y depositado en el monasterio de las monjas Capuchinas, del que había sido constante protector.                                                   |
|        | Real Audiencia de Buenos Aires siendo regente Benito de la Mata Linares | Mando interino: 15 de abril - 2 de mayo de 1797                       | Ejerció interinamente el mando hasta la asunción del virrey interino designado en el pliego de mortaja del virrey Pedro Melo de Portugal y Villena. |
|        | Antonio Olaguer Feliú Caballero de la Real Orden de Carlos III y mariscal de campo de los reales ejércitos (1742 - 1813)                                                                            | Virrey interino: 2 de mayo de 1797 - 14 de mayo de 1799               | Virrey interino por la muerte de Pedro Melo de Portugal y Villena. Hasta entonces se desempeñaba como subinspector general de las tropas del virreinato y también había sido el cuarto gobernador de Montevideo. Se enfrentó a los avances británicos y portugueses en la zona. Autorizó la entrada de buques extranjeros y neutrales al puerto de Buenos Aires para estimular el comercio virreinal, afectado por la situación inestable europea. |
|        | Gabriel Miguel de Avilés y del Fierro IV marqués de Avilés (1735 - 1810) | Virrey propietario: 14 de mayo de 1799 - 20 de mayo de 1801           | Designado por Carlos IV, dio libertad a los indígenas de los pueblos de las Misiones, adjudicándoles tierras y ganado y confiriéndoles el decreto que les permite poseer su propio pecunio. |

### DelsigloXIX
| Imagen | Virrey                                                                  | Período | Obra de gobierno |
| ------ | ----------------------------------------------------------------------- | --- | --- |
|        | Joaquín del Pino Sánchez de Rozas Romero y Negrete (1729 - 1804)        | Virrey propietario: 20 de mayo de 1801 - 11 de abril de 1804 | Designado por Carlos IV, falleció en ejercicio del cargo. Entre su obra se destaca haberle dado el cargo de gobernador de Misiones a Santiago de Liniers; éste aprovechó la situación para enfrentarse con los portugueses a causa de las usurpadas Misiones Orientales pero Del Pino no le dio el apoyo necesario y lo relevó de su cargo en julio de 1802. |
|        | Real Audiencia de Buenos Aires siendo regente Benito de la Mata Linares | Mando interino: 11 de abril - 23 de abril de 1804 | Ejerció interinamente el mando hasta la asunción del virrey interino designado en el pliego de mortaja del virrey Joaquín del Pino y Rozas. |
|        | Rafael de Sobremonte y Núñez III marqués de Sobremonte (1745 - 1827)    | Virrey interino: 23 de abril de 1804 - 25 de enero de 1805 Virrey propietario: 25 de enero de 1805 - 19 de febrero de 1807 Mando delegado: 28 de agosto de 1806/2 de septiembre de 1806 (efectiva) - 19 de febrero de 1807: delegó el mando militar de la capital en Santiago de Liniers y el despacho urgente de gobierno y hacienda en el regente Lucas Muñoz y Cubero | Designado por Carlos IV. Como resultado del rechazo a la Primera Invasión Inglesa (1806), una junta de guerra en Buenos Aires el 10 de febrero de 1807 resolvió suspender y arrestar al virrey y que entregara el poder político a la Real Audiencia y el mando militar a Liniers, héroe de la reconquista de Buenos Aires. La suspensión fue aprobada por el rey el 24 de febrero de 1807. |
|        | Real Audiencia de Buenos Aires siendo regente Lucas Muñoz y Cubero      | Mando interino: 19 de febrero - 29 de junio de 1807 | Ejerció interinamente el mando hasta la asunción del virrey interino designado por ejecución de la real orden de sucesión del 23 de octubre de 1806. El mando militar fue ejercido por Liniers. |
|        | Santiago Antonio María de Liniers y Bremont (1753 - 1810)               | Virrey interino: 29 de junio de 1807 - 30 de junio de 1809 | Virrey interino, confirmado en el interinato por Carlos IV el 24 de diciembre de 1807 y más tarde destituido por la Junta Suprema Central. Francés, accedió al poder ratificado por el cabildo abierto luego de su triunfo en la Primera Invasión Inglesa. Sin embargo, a causa de su nacionalidad (francesa) en plenas guerras Napoleónicas fue depuesto de su cargo. |
|        | Baltasar Hidalgo de Cisneros y La Torre (1755 - 1829)                   | Virrey propietario: 30 de junio de 1809 - 25 de mayo de 1810 | Designado por la Junta Central fue depuesto por la Revolución de Mayo. Durante su breve gobierno sólo se destacó la apertura comercial con Gran Bretaña, debido a la situación que imperaba en España como consecuencia de la invasión napoleónica. Ante la caída de la Junta Suprema de Sevilla fue forzado a convocar el Cabildo Abierto del 22 de mayo de 1810 en Buenos Aires. |
|        | Francisco Javier de Elío (1767 - 1822)                                  | Virrey propietario: 12 de enero - 18 de noviembre de 1811 | Designado por el Consejo de Regencia, su autoridad no fue aceptada por el gobierno de Buenos Aires, por lo que el 21 de enero de 1811 trasladó la capital del virreinato a Montevideo. El 20 de octubre de 1811 se firmó un Tratado de Paz con las autoridades de Buenos Aires por el que éstas reconocían a las Provincias del Río de la Plata como parte integrante de la nación española y a Fernando VII como su único soberano. Cuando aún no se había cumplido un año de su designación, el Consejo de Regencia ordenó su regreso a la Península, quedando el mando en manos del gobernador de Montevideo, Gaspar de Vigodet. |

### Capitán general sin categoría de virrey
| Imagen | Capitán general                 | Período                                       | Obra de gobierno |
| ------ | ------------------------------- | --------------------------------------------- | --- |
|        | Gaspar de Vigodet (1747 - 1834) | 18 de noviembre de 1811 - 23 de junio de 1814 | Designado por el Consejo de Regencia como máxima autoridad en el Río de la Plata con los cargos de Capitán General y Gobernador de las Provincias del Río de la Plata y Presidente de la Real Audiencia de Buenos Aires, aunque sin el título de «virrey». Resistió un asedio de 20 meses en Montevideo hasta que, finalmente, la ciudad cayó en manos del gobierno de Buenos Aires. Vigodet fue entonces arrestado y conducido a Río de Janeiro. |

## Lista de virreyes por Casa Real
| Casa Real                                                      | Rey de España                             | Virrey |
| -------------------------------------------------------------- | ----------------------------------------- | --- |
| Casa de Borbón                                                 | Carlos III (1759-1788)                    | - 1777-1778 Pedro de Cevallos (como virrey provisional) - 1778-1783 Juan José de Vértiz y Salcedo - 1783--- Nicolás del Campo y Rodríguez de Salamanca (Marqués de Loreto) |
| Casa de Borbón                                                 | Carlos IV (1788-1808) Fernando VII (1808) | - ---1789 Nicolás del Campo (cont) - 1789-1794 Nicolás de Arredondo - 1794-1797 Pedro de Melo de Portugal y Villena - 1797-1799 Antonio Olaguer Feliú - 1799-1801 Gabriel de Avilés y del Fierro (Marqués de Avilés) - 1801-1804 Joaquín del Pino y Rozas - 1804-1807 Rafael de Sobremonte (Marqués de Sobremonte) - 1807-1809 Santiago de Liniers y Bremond (Conde de Buenos Aires) |
| Junta Suprema Central y Consejo de Regencia de España e Indias | (1808-1813)                               | - 1809-1810 Baltasar Hidalgo de Cisneros - 1811 Francisco Javier de Elío - 1811-1814 Gaspar de Vigodet (Como capitán general y gobernador) |
| Casa de Borbón                                                 | Fernando VII (1813-1833)                  | - 1825-27 de mayo Pedro Antonio Olañeta |

## Fechas de expedición del título de virrey del Río de la Plata
| Fecha de expedición del título de virrey del Río de la Plata.                                                     |
| --- |
| 1776 – 1 de agosto. Pedro de Cevallos.                                                                            |
| 1777 – 27 de octubre. Juan José de Vértiz y Salcedo.                                                              |
| 1783 – 13 de agosto. Nicolás del Campo y Rodríguez de Salamanca.                                                  |
| 1789 – 21 de marzo. Nicolás de Arredondo.                                                                         |
| 1794 – 5 de febrero. Pedro de Melo de Portugal y Villena.                                                         |
| 1797 – 2 de mayo (interino por apertura del pliego de mortaja). Antonio Olaguer Feliú.                            |
| 1799 – 25 de octubre. Gabriel de Avilés y del Fierro.                                                             |
| 1800 – 14 de julio. Joaquín del Pino y Rozas.                                                                     |
| 1804 – 10 de noviembre. Rafael de Sobre Monte.                                                                    |
| 1807 – 24 de febrero. Pascual Ruiz Huidobro. (Nombrado virrey interino, pero estaba prisionero de los británicos) |
| 1807 – 24 de diciembre. Santiago de Liniers y Bremond. (Nombrado virrey interino)                                 |
| 1809 – 11 de febrero. Baltasar Hidalgo de Cisneros.                                                               |
| 1810 – 31 de agosto. Francisco Javier de Elío.                                                                    |
| 1811 – 26 de julio. Gaspar de Vigodet (solamente como Capitán General y Gobernador).                              |
| 1825 – 27 de mayo. Pedro Antonio Olañeta.                                                                         |